# Raphael Tsu
Pour les articles homonymes, voir Tsu (homonymie).
 (juillet 2020).
Raphael Tsu (né le 27 décembre 1931) était un membre de l'American Physical Society et professeur émérite de génie électrique à l'université de Caroline du Nord à Charlotte.

## Enfance et éducation
Tsu est né dans une famille catholique à Shanghai, en Chine, en 1931. Enfant, il a été inspiré par son grand-oncle qui, en 1926, a été parmi les six premiers évêques chinois à être consacrés au Vatican à Rome. Adolescent, il a été inspiré par son père éduqué aux États-Unis, Adrian et par son oncle français, Louis. Son grand-père paternel et son grand-oncle ont été les pionniers de la centrale électrique et du chantier naval moderne de Shanghai. En quittant Shanghai, son grand-oncle, sur son lit de mort, lui a dit de se souvenir du vieil adage chinois selon lequel pour réussir, il fallait le bon outil.[réf. nécessaire]
Tsu a d'abord émigré vers l'ouest en 1952 pour étudier la physique au Medway Technical College en Angleterre pendant un an avant de partir pour Dayton l'année suivante. Il a obtenu un Baccalauréat universitaire en sciences (BSc) à l'université de Dayton en 1956 et a passé un semestre au Carnegie Institute of Technology avant d'aller à l'université d'État de l'Ohio pour obtenir une maîtrise universitaire ès sciences en 1957 et un doctorat en 1960. À l'Ohio State, Tsu a travaillé principalement sous la direction de Robert Kouyoumjian.

## Carrière
Après plusieurs années de travail en tant que membre du personnel technique des Laboratoires Bell (BTL) à Murray Hill, New Jersey, développant un amplificateur à ultrasons, un mécanisme inventé par D.L.White, Tsu a déménagé à l'IBM, T.J. Watson Research Center à Yorktown Heights, New York en tant qu'associé de Leo Esaki débutant une collaboration bien connue qui a abouti à une théorie des matériaux quantiques artificiels, des super réseaux et des puits quantiques.
Plus tard, Tsu a rejoint l'Amorphous Semiconductors Institute (ASI) et a dirigé la recherche énergétique sur les appareils de conversion d'énergie (ECD) près de Detroit au Michigan, à l'invitation de l'inventeur Stan Ovshinsky. Sa contribution comprenait la première détermination expérimentale de la fraction volumique de cristallinité pour la percolation de conductivité dans le silicium amorphe et le germanium et fournissant la preuve expérimentale de l'existence d'un ordre intermédiaire. Il a découvert expérimentalement que l'après recuit avec l'H2 et l'O2 peut éliminer considérablement les défauts de liaisons pendantes dans le silicium amorphe.
En 1985-1987, Tsu a été chef de groupe du programme sur le silicium amorphe au National Renewable Energy Laboratory (alors connu sous le nom de SERI, Solar Energy Research Institute) à Golden, au Colorado. Sa dérivation théorique de la relation entre l'absorption optique et le désordre dans le silicium amorphe et le germanium en termes de constantes fondamentales montre que la pente du tracé de Tauc est uniquement déterminée par la force de l'oscillateur de la transition, le potentiel de déformation et l'écart moyen du coordonnées atomiques obtenues à partir du RDF.
En 1972, Tsu a organisé un groupe et a été invité par la Chinese Science Academy qui a abouti au premier rapport sur la technologie en Chine publié dans Scientific American. Cela l'a amené à participer à l'établissement de la première visite d'une délégation scientifique chinoise aux États-Unis, qui a été invitée par le comité des relations sino-américaines de l'Académie américaine des sciences. Au cours de cette visite, il a travaillé avec le Département d'État des États-Unis pour le programme et la logistique sur la côte Est. Cet effort a contribué à l'ouverture d'échanges scientifiques entre les États-Unis et la Chine.
Il est important de souligner que de toutes ses contributions, l'impact le plus important de Raphael Tsu a été dans l'invention de matériaux modulés spatialement ou en couches périodiques (les structures de super-réseau au cours de la fin du XXe siècle et le système de super réseau reste une innovation très productive dans ce siècle). En effet, Ray Tsu a joué un rôle central dans la création, l'invention et le développement de matériaux/dispositifs de super-réseaux périodiques synthétiques, ces structures de puits quantiques multiples bidimensionnelles fabriquées artificiellement tout en travaillant au sein du groupe de recherche sur les dispositifs exploratoires de Leo Esaki dans les laboratoires IBM Watson. Tsu a introduit l'idée d'alterner les couches d'A/B avec le décalage de bord de bande correct. Pendant son séjour chez IBM, Ray a travaillé en étroite collaboration avec un autre scientifique notable, L.L.Chang. L'analyse théorique de Ray chez IBM a conduit à l'important concept de dopage par modulation pour l'amélioration de la mobilité des porteurs indépendamment et avant les travaux de Dingle et al. chez Bell Labs.
Ces contributions pionnières ont conduit à de nombreuses technologies actuelles, y compris les oscillateurs térahertz[réf. nécessaire], NDC ou conductance différentielle négative dans les caractéristiques IV des dispositifs à super-réseau[réf. à confirmer], structures résonnantes de puits quantiques (double barrière)[réf. à confirmer], du repliement des bandes de phonons et des spectres Raman associés, et la découverte de modes de phonons interdits[réf. à confirmer]. Les autres contributions de Raphael Tsu ont eu un impact sur un large éventail de la science des matériaux. Un leitmotiv dans la carrière de Raphaël a été les interactions omniprésentes électron-réseau dans les matériaux, un autre est le transport quantique. L'une de ses premières publications des Bell Labs[réf. à confirmer] concernés par le rayonnement des phonons par des charges non accélératrices. Un autre d'IBM[réf. à confirmer], liés aux phonons et aux polaritons. Lui et Timir Datta ont introduit le concept d'impédance des ondes dans le transport quantique pour les ondes quantiques libres de dissipation où en utilisant les expressions pour la continuité des probabilités et l'attente énergétique, une équation pour l'impédance des ondes quantiques des fonctions de Schrödinger est obtenue.

## Écrits notables
Les deux articles suivants figuraient parmi les cinquante articles les plus cités à paraître au cours des cinquante premières années de la revue Applied Physics Letters publiée par l'American Institute of Physics (AIP) et ont été présentés comme tels dans le numéro du 50e anniversaire de l'APL.
- R. Tsu et L. Esaki, « Tunneling in a finite superlattice », Applied Physics Letters, vol. 22, no 11,‎ 1973, p. 562 (DOI 10.1063/1.1654509, Bibcode 1973ApPhL..22..562T)
- L. L. Chang, L. Esaki et R. Tsu, « Resonant tunneling in semiconductor double barriers », Applied Physics Letters, vol. 24, no 12,‎ 1974, p. 593 (DOI 10.1063/1.1655067, Bibcode 1974ApPhL..24..593C)